# 7059 Van Dokkum
A 7059 Van Dokkum (ideiglenes jelöléssel (7059) 1990 SK3) a Naprendszer kisbolygóövében található aszteroida. Henry E. Holt fedezte fel 1990. szeptember 18-án.